# Organització de les Nacions Unides per a l'Agricultura i l'Alimentació

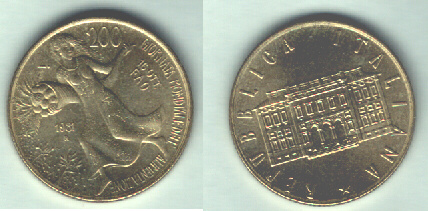
Moneda de 200 lires amb un homenatge a la FAO

L'Organització de les Nacions Unides per a l'Agricultura i l'Alimentació (FAO, sigles de Food and Agriculture Organization) és una organització específica de l'ONU, creada el 16 d'octubre de 1945, a la ciutat de Quebec. La FAO consta de 188 membres (187 estats més la Unió Europea). El seu lema és «Ajudar a construir un món sense gana» i la seva seu és a la ciutat de Roma, Itàlia.
La FAO realitza programes per elevar els nivells de nutrició i de vida, millora l'eficiència de la producció, elaboració, comercialització i distribució dels aliments i productes agropecuaris de granges, boscos i pesques, promovent el desenvolupament i millora de la població rural.
Aquest organisme prepara a les nacions en desenvolupament per fer front a situacions d'emergència alimentària i, en cas necessari, presta socors d'urgència. Promou inversions en l'agricultura, el perfeccionament de la producció agrícola, la cria de bestiar i la transferència de tecnologia als països en desenvolupament. També fomenta la conservació dels recursos naturals estimulant el desenvolupament de la pesca, piscicultura i les fonts d'energia renovables.
Al 1981, la FAO establí el 16 d'octubre com a Dia Mundial de l'Alimentació.

## Programes
- Associació FAO i UE
- Programes de seguretat alimentària
- Sistemes Importants del Patrimoni Agrícola Mundial